# Mary-Kate et Ashley
Mary-Kate et Ashley est une série télévisée d'animation américaine en vingt-six épisodes de 22 minutes, diffusée entre le 20 octobre 2001 et le 29 juin 2002 sur le réseau ABC.

## Fiche technique
Sauf indication contraire, les informations mentionnées dans cette section peuvent être confirmées par la base de données cinématographiques IMDb,  présente dans la section « Liens externes ».
- Titre original : Mary-Kate and Ashley in Action!
- Réalisation : Pascal Gaugry, Jose-Luis Marco et Mike Milo
- Scénario : Michel Trouillet, Paul Francis, Phil Harnage, Tonya Hurley, Kaaren Lee Brown, Neil Steinberg, Robert Thorne, Robin Riordan, Paul F. Quinn, Diane Dixon, Kerry Glover, Pamela Pettler, Joelle Sellner, Madeline Bassett, Louis Hirshorn, Madellaine Paxson et Kati Rocky
- Animation :
- Musique : Jean-Michel Guirao, Joey Kingpin, Ginny Smith, Mike Piccirillo et L.A. Piccirillo
- Casting : Marsha Goodman, Deborah Matlovsky et Paul F. Quinn
- Production : Kaaren Lee Brown et Neil Steinberg
  - Producteur associé : Christy Buskirk et Jill Zimmerman
  - Superviseur de la production : Andy Heyward et Michael Maliani
  - Producteur délégué : Ashley Olsen, Mary-Kate Olsen et Robert Thorne
  - Coproducteur : Tonya Hurley
- Sociétés de production : Dualstar Animation et DIC
- Société de distribution : DIC
- Chaîne d'origine : ABC
- Pays d'origine :  États-Unis
- Langue originale : anglais
- Genre : Émission pour la jeunesse
- Durée : 22 minutes

## Voix originales
- Mary-Kate Olsen : elle-même et l'agent spécial Misty
- Ashley Olsen : elle-même et l’agent spécial Amber
- Terry Chen : Rodney Choy
- Michael Heyward : Ivan Quintero
- Brendan Beiser : Quincy
- Michael Dobson : Clive Hedgemorton-Smythe
- Lenore Zann : Renee La Rouge
- Maggie Blue O'Hara : Romy Bates
- Samuel Vincent : Capital D
- Kim Hawthorne : Bernice Shaw et Dr Sandy
- Jason Connery : Bennington
- Chris Gray : Oliver Dickens
- Carmen Aguirre
- Brian Arnold
- Viv Leacock
- Sara Anne Mitchell
- Alonso Oyarzun
- Farrell Spence
- Yee Jee Tso
- Dale Wilson
- Britt Irvin
- Mackenzie Gray
- Gabe Khouth
- Michael Benyaer
- Jesse Moss
- Kaj-Erik Eriksen
- Dan Joffre
- Michael Coleman
- Glenn Gould
- John Payne

## Épisodes
1. SPF 5000
2. Gift with Purchase
3. The Mean Team
4. Who Turned the Music Off?
5. Operation Evaporation
6. Puppy Love
7. Tout Sweet
8. The Cat's Meow
9. Faster Food
10. Out of Her Hair
11. In a Lather
12. Pants on Fire
13. Just Kidding
14. Big Trouble
15. Catch a Wave
16. Up in the Air
17. Boy Stuff
18. Bug Off
19. Dog Gone
20. Can You Dig It?
21. Alien Encounters
22. Bad Hair Day
23. Rave Reviews
24. Hot to Trot
25. Tourist Traps